# Antoine Boucher de Saint-Sauveur
Antoine Boucher de Saint-Sauveur, född 1723 och död 1805, var en fransk revolutionsman.
Boucher framträdde under revolutionen tidigt som en av de mera avancerade republikanerna och invaldes 1792 i nationalkonventet, där han anslöt sig till jakobinerna. Han valdes i februari 1793 till medlem i välfärdsutskottet men avsade sig ämbetet efter en kort tid. Under tibunatet hade Boucher fram till 1797 säte i de gamlas råd.